# Branded (serie de televisión)
Branded (Marcado, en español) es una serie de televisión estadounidense de los años 1965 y 1966, protagonizada por Chuck Connors.

## Argumento
La serie es un western que trata sobre un oficial del ejército, Jason McCord (Chuck Connors), que es injustamente acusado de cobardía, juzgado y degradado del ejército y se esfuerza por reivindicarse ante el ejército.

## Elenco
- Chuck Connors: Jason McCord
- John Howard: coronel de Caballería
- William Bryant: presidente Ulysses S. Grant
- John Pickard: general Philip Sheridan
- John Carradine: general Josh McCord (5 capítulos)

## Actores invitados
Participaron actores como Burt Reynolds, Burgess Meredith, John Carradine, Claude Akins y Chad Everett, entre muchos.[cita requerida]